# رحم مائلة إلى الخلف
الرحم المائلة إلى الخلف هي الرحم إلتي تميل إلى الخلف على النقيض من الوضع الطبيعي للرحم والذي تميل فيه إلى الأمام «بالإنجليزية:Anteverted» في معظم النساء، حيث تميل الرحم إلى الأمام نحو المثانة، مع نهاية أمامية مقعرة قليلًا.
توجد الرحم المائلة إلى الخلف في 3 و 1 من بين 5 نساء (اعتمادا على المصدر)، حيث تميل الرحم إلى الوراء نحو العمود الفقري.

## المصطلحات المشابهة
المصطلحات التالية تميز بين بعض المصطلحات المستخدمة في وضع الرحم:
وينبغي تمييز الرحم الذي أعيد قلبه عن ما يلي:
- وضع جسم الرحم "anteverted": يميل الرحم إلى الأمام "retroverted": يميل إلى الوراء
- وضع قاع الرحم "anteflexed": يميل قاع الرحم إلى الأمام بالنسبة لعنق الرحم. الأمامية، بسبب، الرحم، نوكأ، مقعر. "retroflexed": يميل قاع الرحم إلى الوراء.

وتشمل المصطلحات الإضافية:
- الرحم الملتوية "retrocessed": حيث تميل نهايتي الرحم العلوية والسفلية إلى الخلف.
- قاع الرحم المائلة إل الأمام بشدة"severely anteflexed uterus": يكون الرحم في نفس وضع الرحم«الطبيعية» والانحناءات في نفس الاتجاه (مقعر من الأمام) ولكن يكون الانحناء أكثر وضوحًا.
- الرحم الرأسية: حيث يكون قاع مستقيمًا.

## الأسباب
في معظم الحالات، تكون الرحم المائلة إلى الخلف أمر وراثي وغير طبيعي تمامًا ولكن توجد عوامل أخرى يمكن أن تسبب الرحم المائلة إلى الخلف. بعض الحالات تكون ناجمة عن جراحة الحوض، التصاقات الحوض، والانتباذ البطاني الرحمي، والأورام الليفية (ورم عضلي أملس رحمي)، ومرض التهاب الحوض، أو الولادة.

## التشخيص
عادةً ما يتم تشخيص الرحم المائلة إلى الخلف أثناء فحص الحوض الروتيني با الموجات فوق الصوتية الداخلية.
لا تسبب الرحم المائلة إلى الخلف أية أعراض مثل عسر الجماع أوعسر الطمث.

## الخصوبة والحمل
نادرًا ما يعزى الرحم المائل بشكل حاد إلى الخلف إلى أمراض مثل التهاب بطانة الرحم أو عدوى أو جراحة سابقة. على الرغم من أن هذا قد يجعل الأمر أكثر صعوبة بالنسبة للحيوانات المنوية للوصول إلى البويضات، ولكن لايزال يمكن للحمل أن يحدث. تميل الرحم عادةً إلى اليمين خلال الأسبوع 10 إلى 12 من الحمل (حمل). نادرًا (1 في 3000 إلى 8000 الحمل) ما تسبب الرحم المائلة إلى الخلف صعوبة أو آلام في التبول، ويمكن أن يسبب احتباس البول الحاد. علاج هذا الشرط (يسمى «الرحم المسجون») يتضمن الانقلاب اليدوي للرحم، وعادةً ما يتطلب تركيب قسطرة من المثانة حتى يتم تصحيح عن طريق التوسيع الطبيعي للرحم.
إذا لم يعدل الرحم من وضعه من تلقاء نفسه، فإنهيُسمى في تلك الحالة «الرحم المائلة إلى الخلف المستمرة».

## العلاج
نادرًا ما تكون هناك حاجة إلى خيارات العلاج، والتي تشمل التدريبات، والفرزجة، وإعادة التموع اليدوي، والجراحة.
يتم علاج الرحم المائلة إلى الخلف عن طريق تحديد السبب الجذري للمشكلة ومعالجتها تدريجيا. وهذا أمر هام أحيانا، إذ يمكن أن تتحول المشاكل الكامنة إلى شيء صعب للغاية.
ثانيا، هناك بعض التمارين التي يمكن أن تساعد في هذه الحالة ولكن عادة، وهذا لا يأتي بنتيجة في الحالات الشديدة التي تميل فيها الرحم إلى الوراء مرة أخرى.
العلاج بالمنظار هو أيضًا خيارٌ مثاليٌ كما يمكن القيام به بسهولة وبدقة عالية لأي نوع من أنواع الرحم المائلة إلى الخلف، وأمراض النساء المريض هو أفضل شخص للتشاور الأولي.
الطريقة المفضلة لعلاج الرحم المائلة إلى الخلف تكون من خلال تسليط الضوء وعلاج الحالة الأساسية، مثل انتباذ بطانة الرحم، والتصاقات، الأورام الليفية الخ.
العلاجات الهرمونية لهذه الظروف الأساسية شائعة جدًا، وتميل إلى تحقيق نتائج جيدة مع مرور الوقت. كما أصبحت طرق العلاج بالمنظار أيضا شائعة جدًا في علاج الرحم المائلة إلى الخلف بفعالية عالية جدًا.

## روابط خارجية
- مدلاين بلس 001506
- Overview at mayoclinic.com
- Diagram at womens-health.co.uk
- Diagrams at mayamassage.co.uk (includes comparisons of retroverted, retroflexed, anteflexed, and retrocessed)